# کومانا (کاپادوکیه)
کومانا(یونانی: τὰ Κόμανα τῆς Καππαδοκίας)و بعداً کاتائونیا (لاتین: Comana Cataoniae) شهری در کاپادوکیه بود. ویرانه های این شهر اکنون در استان آدانا در ترکیه قرار دارد.